# Hệ động vật New Zealand
Hệ động vật ở New Zealand chỉ về hệ động vật tồn tại ở New Zealand bao gồm cả những loài bản địa và những loài du nhập đến và trở thành các loài xâm lấn. Hệ động vật bản địa ở đây nguyên thủy tồn tại nhiều loài động vật yếu ớt và sống hòa bình với nhau, không có nhiều các loài săn mồi chính vì vậy đây chính là một thiên đường mong manh, dễ bị tổn thương và nhanh chóng gặp thảm họa tuyệt chủng trước các loài xâm lấn.

## Tổng quan
New Zealand thời nguyên thủy có tới 80% diện tích của đất nước được bao phủ bởi rừng. Hiện nay còn 23%, phần lớn nằm trong các công viên quốc gia, công viên rừng và các khu bảo tồn. Một trong những nét thu hút chính của đất nước này là đời sống hoang dã, với rất nhiều loài độc đáo về thực vật, chim và côn trùng. Thiên nhiên ở New Zealand rất hấp dẫn và rất khác với những nơi khác trên thế giới.
Đời sống hoang dã của New Zealand biệt lập với phần còn lại của thế giới hàng triệu năm qua và vì điều kiện sống đặc thù của New Zealand mà mảnh đất này chỉ có những động vật hoàn toàn sống hòa bình với nhau, không có những con thú săn mồi nên những con chim không có cánh, những con thú yếu ớt vẫn có thể tồn tại. Nhưng còn một vài đảo của New Zealand vẫn còn cô lập và chưa có động vật săn mồi đến, là nơi trú ẩn cho cho những loài như Tuatara, Tete, Kakariki. Nhiều vùng của New Zealand được loại bỏ động vật săn mồi ngoại lai để làm nơi trú ẩn cho những động vật nguyên thủy tại New Zealand.
Giống vật có vú trên cạn nguyên gốc ở đây chỉ có hai loài dơi và một số loài chim không biết bay. New Zealand có nhiều loài bò sát, tuy nhiên ở đây lại không có rắn và những loài bò sát có nọc độc hay có hại. Tất cả các loài côn trùng, nhện và ốc sên và các loài sâu ở đây đều rất độc đáo. Loài côn trùng nặng nhất ở đây là con Dế weta, một loài vật lớn tương tự như con dế, trông rất dữ tợn nhưng lại vô hại. Những con ốc sên lớn và loài ếch còn tồn tại trong những môi trường cách biệt trên núi và các hòn đảo. 

## Chim
Chim kiwi, loài chim quốc gia của New Zealand, được đặt tên theo tiếng kêu của chúng, là một loài chim ăn đêm. Giống chim này bằng cớ con gà mái nhỏ, với dấu vết còn lại của đôi cánh, đôi chân khỏe, và hai lỗ mũi ở đầu chiếc mỏ dài dùng để đánh hơi côn trùng. Ở đây còn có loài cú nhỏ thổ sản, loài vịt Paradise nhiều màu, loài chim bói cá màu vàng xanh sặc sỡ, và nhiều loài chim biển khác. Nhưng những loài chim nguyên thủy phổ biến nhất ở đây lại rất khác với những giống họ hàng của chúng ở nước ngoài. Chim bồ câu đuôi quạt nhanh nhẹn thường đi theo những người bộ hành để ăn những loại côn trùng mà họ giết được; loài chim bồ câu bản xứ to lớn và nhiều màu, loài chim tui, một loài hót hay và hay nhại tiếng người, với một yếm thịt màu trắng trên cổ.

## Loài xâm lấn
Khi con người đến, mang theo những động vật săn mồi, tiến hành tàn phá môi trường sống và đời sống hoang dã của vùng đất này. Động vật địa phương đã không thể nào chống chọi lại được con người, chuột, chuột hương, chó, mèo, kiến. Nhiều loài bản địa đã vĩnh viễn tuyệt chủng. Một số loài vật đưa từ nước ngoài vào đã phát triển nhanh đến mức người ta xếp chúng vào loài có hại vì những tác động của chúng đến thực vật tự nhiên và đời sống của loài chim. Con opossum (thú có túi ô-pết) nhập từ Úc đã tăng trưởng đến mức hiện nay có tới 50 triệu con ở New Zealand.
Loài thú có túi không bản địa được coi là mối đe dọa lớn đối với môi trường ở New Zealand. Loài này được chứng minh là một thảm họa đối với môi trường tự nhiên, chúng giết chết hàng triệu loài chim rừng và phá hủy vô số tổ hàng năm. Đồng thời loại chuột túi không bản địa này cũng là nguyên nhân lây truyền bệnh lao bò - mối đe dọa giết chết vật nuôi ở New Zealand. Các loài thú có túi hiện nay chiếm tới 90% hệ động vật ở New Zealand 